# Gray (mértékegység)
A gray (jele: Gy, ejtése: gréj) az elnyelt sugárdózis, a kerma, illetve a fajlagos (közölt) energia SI származtatott egysége. Az ilyen energiák leggyakrabban ionizáló sugárzásból származnak, mint például a röntgen- vagy gamma-sugárzás illetve más szubatomi részecskékkel hozhatók összefüggésbe. Definíció szerint egy gray az egy kilogramm tömegű anyag által elnyelt egy joule energia. Ellentétben az 1971 óta már nem használt röntgennel, a gray meghatározása független a vizsgált test anyagi minőségétől. Ugyanaz az egy röntgennyi sugárzás a biológiai szövetekre nézve nagyobb gray értéket jelent, mint a levegőre. A grayt néha a sugár kerma mérésére használják, ebben az esetben a referenciatárgy anyagát konkrétan meg kell határozni. (Ez általában száraz levegő, standard hőmérsékleten és nyomáson).
A grayt Louis Harold Gray brit fizikus tiszteletére nevezték el, aki úttörője volt a rádium sugárzás és az X-sugarak (röntgensugarak) mérésének, illetve azok élő szövetre gyakorolt hatásainak. A mértékegységet 1975-ben, a 15. Általános Súly- és Mértékügyi Konferencia (CGPM) a becquerellel együtt SI-mértékegységként fogadta el. Az SI-mértékegység a hagyományos CGS-mértékegységet, a radot (0,01 graynek felel meg) váltotta fel, amely annak ellenére is gyakori maradt az Egyesült Államokban, hogy használatát a U.S. National Institute of Standards and Technology útmutatójának szerzői erősen ellenjavallják.

## Definíció
Definíció szerint az egy gray egy joule ionizáló sugárzás elnyelődése egy kilogramm anyagban.
{\displaystyle \mathrm {1\ Gy=1\ {\frac {J}{kg}}=1\ {\frac {m^{2}}{s^{2}}}} }
A röntgen- és gamma sugárzás esetében ez számértékileg megegyezik a sieverttel (Sv). Az alfa-részecskék esetében viszont egy gray húsz sieverttel egyenlő. Annak érdekében, hogy elkerülhetők legyenek az elnyelt dózis (anyagban) és a dózisegyenérték (biológiai szövetben) összetévesztéséből eredő veszélyek, mindig törekedni kell a megfelelő speciális mértékegység használatára.
A grayt 1975-ben, Louis Harold Gray (1905–1965) tiszteletére vezették be és nevezték el, aki 1940-ben javasolta először egy hasonló fogalom megalkotását: „az a mennyiségű neutron-sugárzás, amely egységnyi térfogatú szövetben akkora energia-növekményt okoz, mint amennyi egységnyi térfogatú vízben keletkezik egy röntgen sugárzás hatására”.
|       | gray (SI) | rad         |
| ----- | --------- | ----------- |
| 1 Gy  | ≡ 1 J/kg  | = 100 rad   |
| 1 rad | = 0,01    | ≡ 100 erg/g |

## Hatása az emberi testre
A gray az elnyelt sugárzás energiáját jellemző mennyiség. A biológiai hatások a sugárzás típusától és energiájától, illetve az érintett szövetektől függően változnak. A sievert, amely a grayjel azonos dimenziójú, az emberi szövetek potenciális károsodásának mérőszáma. A két mértékegység közti kapcsolat a következő:
{\displaystyle H=QD}
Ahol a H az egyenértékű dózis (mértékegysége a sievert), a D az ionizáló sugárzás elnyelt dózisa (mértékegysége a gray); a Q pedig egy minőségi tényező, egy dimenziótlan mennyiség, amelynek értéke a sugárzás típusától függően 1 (pl.: gamma- és röntgensugárzás) és 20 (pl.: alfa-részecskék, neutronok) közötti szám.
Az egyszeri egész testet érő, 5 gray nagy-energiájú sugárzás, általában tizennégy napon belül halálhoz vezet. Ez a dózis egy 75 kilogramm tömegű felnőtt esetében 375 joule elnyelt energiát jelent (ez megfelel 20 mg cukorban található kémiai energiának). Mivel az 1 gray ilyen erőteljes sugárzást jelent, ezért az orvostudományban felhasznált sugárzásokat általában milligrayben (mGy) mérik.
Sugárkezelések utáni felülvizsgálatok során tapasztalt tény, hogy 1 Gy elnyelt dózis felett a bőrön testszőrzet-hullás (epiláció) figyelhető meg. Ez csak a besugárzott terület(ek)en fordul elő. 10 gray egyszeri dózis felett a hajhullás maradandó lehet, de ha a dózis frakcionált, a tartós hajhullás nem fordul elő addig, amíg az elnyelt dózis nem haladja meg a 45 Gy-t. A nyálmirigyek és a könnymirigyek sugárzás-tűrése körülbelül 30 gray, 2 Gy-es frakciókban; ezt a dózist a legtöbb radikális fej-nyaki daganat kezelése meghaladja, és így potenciálisan szárazság léphet fel ezeken a területeken. A szájszárazság (xerostomia) és a száraz szem (xerophthalmia) hosszú távon irritáló problémává válhat, és jelentős mértékben csökkentheti a beteg életminőségét. Hasonlóképpen, a kezelt bőrfelszínen lévő (például hónalji) verejtékmirigyek általában hajlamosak leállni, és a természetes állapotban nedves hüvely nyálkahártya is gyakran száraz a kismedencei besugárzást követően.
A petefészket érő 8 Gy, vagy azt meghaladó dózis általában maradandó női terméketlenséget okoz.

### Elnyelt dózisok, terület szerint
A sugárkezelésben a besugárzás mennyisége attól függően változik, hogy milyen a kezelendő rák típusa és stádiuma. A kezelési célú esetekben, szilárd epithelial tumor kezelésekor a tipikus dózis 60-80 Gy, míg limfómák kezelésekor 20-40 Gy. A megelőző (adjuváns) adag jellemzően körülbelül 45-60 Gy, amit 1,8-2 Gy frakciókban sugároznak be (a mell-, fej- és nyaki rák kezelésére). Egy hasi röntgen átlagos sugárdózisa 1,4 mGy (milligray), míg egy hasi CT-vizsgálaté 8,0 mGy. A kismedencei CT körülbelül 25 mGy; a has és a medence szelektív CT vizsgálata pedig 30 mGy.

## Története
A gray elfogadása – mint az elnyelt sugárdózis, és a kerma mértékegysége – a 15. Általános Súly- és Mértékügyi Konferencián 1975-ben, csúcspontja volt annak a több mint fél évszázada tartó kutatásnak, amely az ionizáló sugárzás természetének megértését, és a mérési eljárások tökéletesítését célozta.
Wilhelm Röntgen 1895. november 8-án elsőként fedezte fel a később róla elnevezett röntgensugarakat, és pár éven belül már ezeket használták a törött csontok megvizsgálására. A röntgensugár intenzitásának mérésének egyik legkorábbi technikája az volt, hogy megmérték az ionizációs potenciálját a levegőben. Kezdetben a különböző országok saját szabványokat és normákat dolgoztak ki, de ahhoz, hogy előmozdítsák a nemzetközi együttműködést, az Első Nemzetközi Radiológiai Kongresszus (First International Congress of Radiology - ICR), amely 1925-ben Londonban ült össze; javaslatot tett egy külön szervezetre, hogy foglalkozzon a mértékegységekkel. Ez a testület a Nemzetközi Radiológiai Mérés- és Mértékügyi Bizottság (International Commission on Radiation Units and Measurements - ICRU) volt, amely a második ICR alkalmával jött létre Stockholmban, Manne Siegbahn elnöksége alatt; A testület az első ülésén javasolta, hogy az egységnyi röntgensugárzás-dózis meghatározása legyen az a mennyiségű röntgensugárzás, amely egy esu töltést hoz létre egy köbcentiméter száraz levegőben, szabványos nyomáson és 0 °C hőmérsékleten. Ezt a mértékegységet az öt évvel korábban elhunyt Röntgen tiszteletére nevezték el röntgennek. Az ICRU 1937-es ülésén ennek a meghatározásnak az alkalmazását kiterjesztették a gamma-sugárzásra is. Ez a technika, bár az akkori technológia számára megfelelő volt; előnytelen volt abból a szempontból, hogy nem mérte közvetlenül sem a röntgensugárzás intenzitását, sem annak abszorpcióját, hanem csupán a röntgensugarak adott körülmények közti hatását.
1940-ben Gray – aki a neutronok emberi szövetet károsító hatását vizsgálta – valamint Mayneord és Read kiadott egy tanulmányt, amelyben egy új mértékegységet javasoltak, az úgynevezett „gramm röntgent” (szimbóluma: gr), amelyet úgy definiáltak, mint: „az a mennyiségű neutron-sugárzás, amely egységnyi térfogatú szövetben, akkora energia-növekményt okoz, mint amennyi egységnyi térfogatú vízben keletkezik egy röntgen sugárzás hatására”. Azt találták, hogy ez az egység levegőben 88 erg. 1953-ban az ICRU a rad bevezetését ajánlotta, mint az elnyelt sugárdózis új mértékegységét; mely 100 erg/grammal egyenlő. A radot a koherens CGS-mértékegységekben fejezték ki.
Az 1950-es évek végén az ICRU meghívást kapott az Általános Súly- és Mértékügyi Konferenciától (CGPM), hogy csatlakozva más tudományos testületekhez, működjön együtt a Nemzetközi Súly- és Mértékügyi Bizottsággal (CIPM) egy olyan mértékegységrendszer kifejlesztésében, amelyet aztán számos tudományterületen következetesen lehetne használni. Ez a szervezet, melyet kezdetben Mértékügyi Bizottságnak (Commission for the System of Units) neveztek (később, 1964-ben Mértékügyi Tanácsadó Testületre (Consultative Committee for Units) nevezték át); felügyelte az SI-mértékegységrendszer kifejlesztését. Ugyanakkor kezdett egyre nyilvánvalóbbá válni, hogy a röntgen definíciója nem volt eléggé körültekintő, és sok felhívás érkezett annak újradefiniálására; melyre végül 1962-ben került sor. A röntgennek megvolt az az előnye a grayyel szemben, hogy egyszerűbb mérni; de a gray független a sugárzás ionizáló hatásától.
A CCU úgy döntött, hogy az elnyelt sugárdózis SI-mértékegységét elnyelt energia per tömeg formában határozza meg; amely MKS-mértékegységekben joule/kg. Ezt erősítette meg 1975-ben a 15. Általános Súly- és Mértékügyi Konferencia (GCPM), amelyet az 1965-ben elhunyt Louis Harold Gray tiszteletére neveztek el „gray”-nek.

## Fordítás
- Ez a szócikk részben vagy egészben  a   Gray (unit) című angol Wikipédia-szócikk fordításán alapul.  Az eredeti cikk szerkesztőit annak laptörténete sorolja fel. Ez a jelzés csupán a megfogalmazás eredetét és a szerzői jogokat jelzi, nem szolgál a cikkben szereplő információk forrásmegjelöléseként.